# Гусельников, Николай Степанович
Николай Степанович Гусельников (17 февраля 1944 года—19 сентября 2020 года) — советский и российский учёный-математик, ректор Ишимского педагогического института (1994—2007).

## Биография
Родился 17 февраля 1944 года в с. Покровка Сладковского района Омской области (ныне в составе Тюменской области).
В 1976 году окончил Ишимский государственный педагогический институт, параллельно работая преподавателем-стажёром Ленинградского государственного педагогического института, где обучался в аспирантуре.
В 1976 году защитил диссертацию на звание кандидата физико-математических наук.
С 1976 по 1994 год работал в Ишимском государственном педагогическом институте: старший преподаватель, декан физико-математического факультета, доцент кафедры математического анализа, позже заведующим этой кафедры, далее проректором института, с 1994 по 2007 год — ректор института.
Николай Степанович Гусельников умер 19 сентября 2020 года, похоронен на городском кладбище Ишима.

### Память
Его именем назван учебно-лабораторный корпус № 5 решением Учёного совета Тюменского государственного университета 30 ноября 2020 года, и установлена памятная доска.

## Научная деятельность
Автор 30 научных публикаций по теории функции множества, меры и интеграла.

## Награды
- Заслуженный работник высшей школы Российской Федерации (2001)[2]
- Почётный работник высшего профессионального образования Российской Федерации
- Отличник народного просвещения